# 白羊座27
白羊座27（27 Ari, 27 Arietis），是一颗位于白羊座的恒星，距离地球约310光年，视星等为6.238。